# Железный Доббин
Железный Доббин (англ. Iron Dobbin) — название, данное механической лошади, описание которой впервые появилось в журнале «Ежемесячник Популярная Наука» в апреле 1933 года. Машина по существу представляла собой «одноместный мотоцикл» с бензиновым двигателем, усилие от которого передавалось не на колёса, а на систему труб-рычагов, имитируя таким образом способ передвижения четырёхногих млекопитающих, что по мысли итальянского изобретателя должно было служить тренажёром для обучения верховой езде. Устройство было отвергнуто итальянскими военными как непрактичное.
Немецкие военные инженеры создали Панзерферд по образу Железного Доббина для своих отрядов Gebirgsjaeger, однако идея также была отвергнута.